# Station Graben-Neudorf
Station Graben-Neudorf is een spoorwegstation in de Duitse plaats Graben-Neudorf. Het station werd in 1870 geopend.